# Hazel R. O'Leary
Hazel Reid O'Leary (Newport News, Virginia; 17 de mayo de 1937) es una abogada, política y administradora universitaria estadounidense que se desempeñó como la 7.ª secretaria de Energía de los Estados Unidos entre 1993 y 1997. Miembro del Partido Demócrata, fue la primera mujer y la primera afroamericana en ocupar el cargo. También se desempeñó como la 14.ª presidenta de la Universidad de Fisk entre 2004 y 2013, una universidad históricamente negra y su alma mater.

## Biografía

### Primeros años y educación
Nació en Newport News, Virginia. Sus padres, Russel E. Reid y Hazel Reid, eran médicos. Se divorciaron cuando ella tenía 18 meses. Su padre y su madrastra, una maestra llamada Mattie Pullman Reid, criaron a Hazel y a su hermana mayor, principalmente en el vecindario de East End. Asistió a la escuela en un sistema escolar segregado en Newport News durante ocho años. Luego, ella y su hermana fueron enviadas a vivir con una tía en el condado de Essex, Nueva Jersey, y asistieron a Arts High School, una escuela integrada. Obtuvo una licenciatura en la Universidad de Fisk en 1959. Luego se casó con Carl Rollins y tuvo un hijo antes de regresar a la escuela y obtener su título de licenciada en Derecho en la Facultad de Derecho de Rutgers en 1966.

### Carrera
Trabajó como fiscal en Nueva Jersey en casos de crimen organizado, más tarde se convirtió en asistente del fiscal general del estado. En 1969, después de divorciarse, se mudó a Washington, D. C., donde se unió a la firma Coopers & Lybrand. Durante la presidencia de Jimmy Carter, fue nombrada administradora asistente de la Administración Federal de Energía, consejera general de la Administración de Servicios Comunitarios y administradora de la Administración de Regulación Económica en el recién creado Departamento de Energía. Durante su tiempo en este organismo, conoció a su tercer esposo, Jack O'Leary.
En 1981, junto a su esposo establecieron la firma consultora O'Leary & Associates en Morristown, Nueva Jersey, donde ella se desempeñó como vicepresidenta y consejera general. Después de que Jack muriera de cáncer, se mudó a Minnesota. Entre 1989 y 1993 trabajó como vicepresidenta ejecutiva de Northern States Power Company, una empresa de servicios públicos con sede en dicho estado.

#### Secretaria de Energía
En una conferencia de prensa el 21 de diciembre de 1992, realizada en Little Rock, Arkansas, el entonces presidente electo, Bill Clinton anunció su intención de nominarla como secretario de Energía. Clinton hizo oficialmente la nominación el 20 de enero de 1993, y el Senado la confirmó por consentimiento unánime al día siguiente. Se convirtió en la primera mujer y la primera afroamericana en ocupar el cargo. También fue la primera secretaria de Energía en haber trabajado para una empresa de energía. En el momento en que dirigió el Departamento de Energía, tenía un presupuesto anual de USD 18 mil millones y aproximadamente 18 000 empleados.

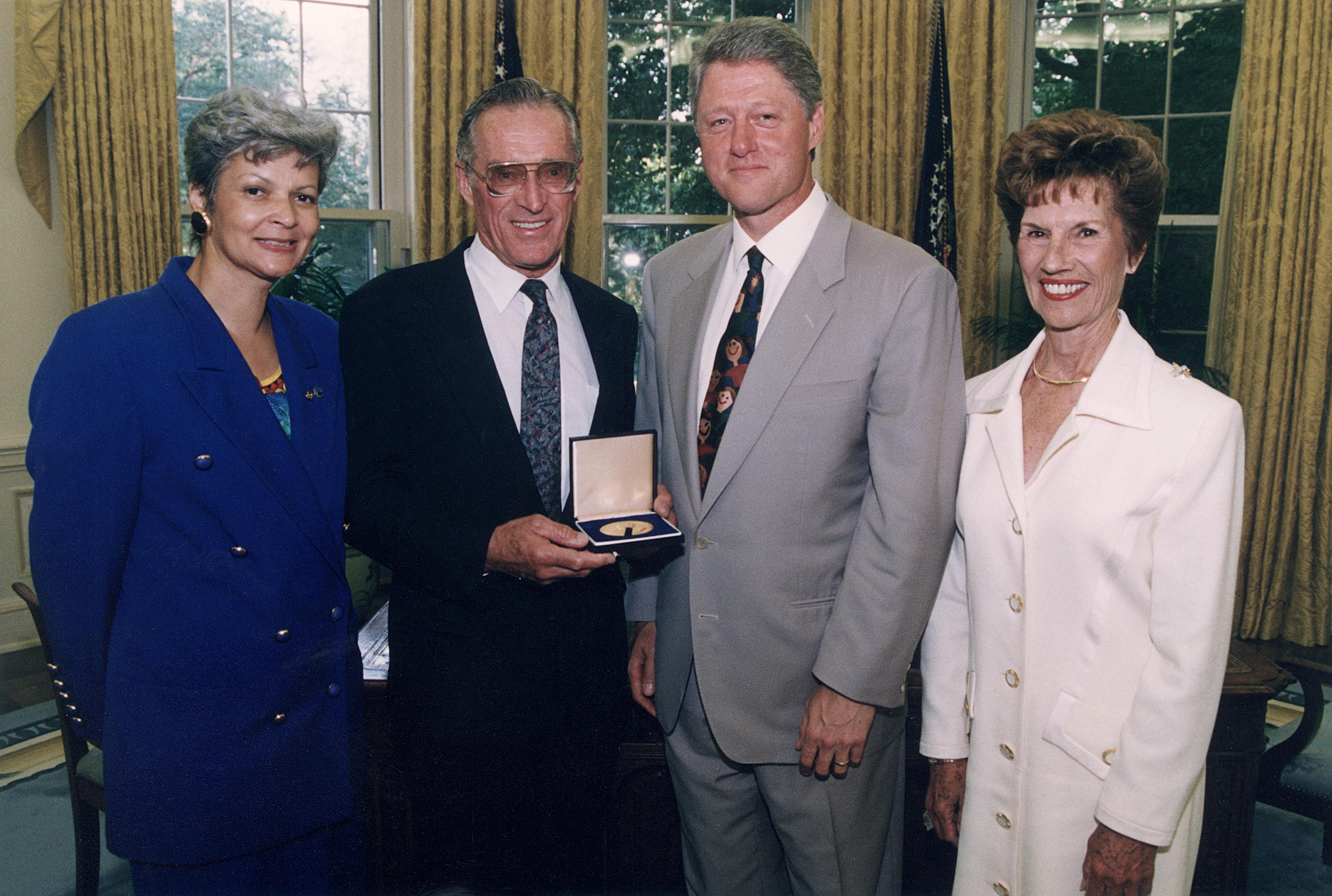
De izquierda a derecha: O'Leary, John S. Foster, Bill Clinton y la esposa de Foster.

Cuestionó la forma en que tradicionalmente se había dirigido el departamento, particularmente su enfoque en el desarrollo y prueba de armas nucleares. Durante su mandato, el tamaño del Departamento de Energía se redujo en un tercio. También fue un objetivo para los republicanos que querían eliminarlo por completo. Mientras reducía el tamaño del departamento, desvió recursos hacia fuentes de energía eficientes y renovables, una prioridad de la administración de Clinton.
En el cargo, ganó elogios por desclasificar documentos antiguos del Departamento de Energía, incluidos registros de la era de la Guerra Fría que mostraban que el gobierno de los Estados Unidos había usado ciudadanos estadounidenses en experimentos de radiación, tal y como se había rumoreado hace tiempo. Clinton emitió la Orden Ejecutiva 12891, que creó el Comité Asesor sobre Experimentos de Radiación Humana (ACHRE) para prevenir tales abusos de poder. O'Leary también anunció USD 4.6 millones como recompensación a familiares de las víctimas de experimentos de radiación pasados. Otros documentos desclasificados incluían datos sobre el plutonio que Estados Unidos había dejado en Vietnam del Sur.
Además, presionó para poner fin a las pruebas nucleares en los Estados Unidos. Sus esfuerzos dieron como resultado que Clinton firmara una prohibición de pruebas nucleares, una prohibición a la que se unieron otras naciones. Al principio de su mandato como secretaria, se reunió con denunciantes que dijeron que sufrieron acoso por plantear problemas legítimos de salud y seguridad dentro del Departamento de Energía. Anunció una política de "tolerancia cero", que prohíbe las represalias contra los denunciantes en las plantas nucleares.
Enfrentó repetidas críticas durante su mandato. El departamento asignó USD 43,500 a una firma de Washington para identificar medios de comunicación hostiles. El secretario de prensa de la Casa Blanca, Michael D. McCurry calificó el proyecto de "inaceptable". O'Leary afirmó que la asignación se realizó sin su conocimiento directo y defendió la investigación como un intento de estudiar la eficacia de los mensajes del departamento. Una auditoría de viajes de la Oficina de Responsabilidad del Gobierno la criticó por viajar con demasiada frecuencia y gastar demasiado en alojamiento. Se disculpó ante los comités del Congreso en 1996 por gastos que excedieron los límites de los fondos asignados a la agencia para viajes.
Renunció a partir del 20 de enero de 1997, explicando que no deseaba quedarse en el trabajo más de cuatro años. En 1997, Johnny Chung, un donante político demócrata, afirmó que O'Leary se había reunido con funcionarios petroleros chinos después de donar USD 25,000 a la organización benéfica favorita de O'Leary, Africare, en 1995. En agosto de ese año, la fiscal general Janet Reno revisó las acusaciones de Chung para decidir si designaba a un fiscal especial para investigar a O'Leary. Reno determinó que "no había evidencia" de irregularidades por parte de O'Leary y que no había base para una investigación adicional. Algunos observadores, incluido un abogado del Government Accountability Project, vieron algún defecto en la conducta de O'Leary, pero también vieron racismo y sexismo en la forma en que la trataban.

#### Carrera posgubernamental
Después de dejar la administración Clinton, se desempeñó una vez más como presidenta de O'Leary & Associates, su firma de consultoría. También formó parte del directorio de la firma de ingeniería ambiental ICF Kaiser International. En 2000 se convirtió en presidenta y directora de operaciones de una firma de banca de inversión, Blaylock & Partners. Dejó esa firma en 2002.

##### Presidenta de la Universidad de Fisk

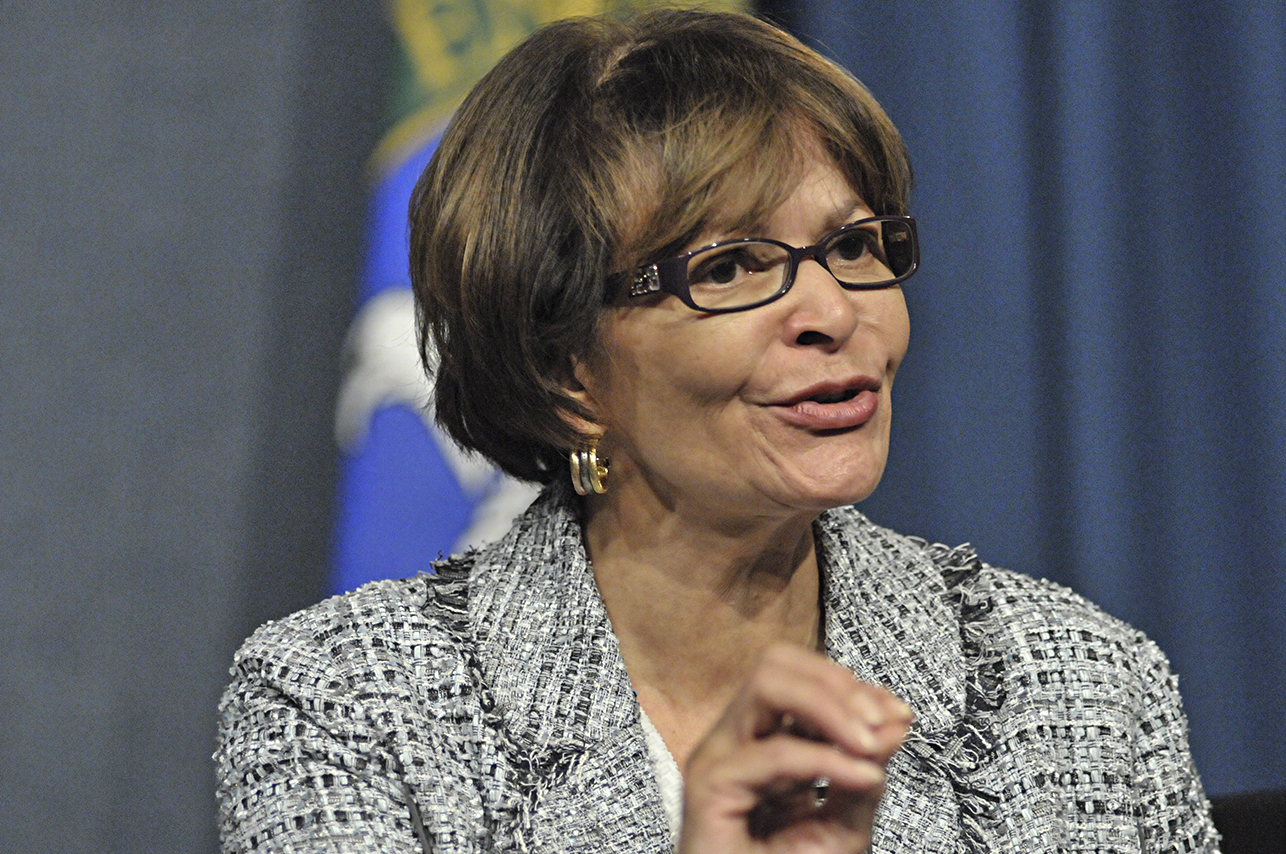
O'Leary hablando en el lanzamiento de la Iniciativa de Minorías en Energía. 24 de septiembre de 2013.

El 13 de julio de 2004, fue seleccionada como presidenta de la Universidad de Fisk, una universidad históricamente negra en Nashville, Tennessee. Antes de su mandato, la universidad había intentado sin éxito aumentar su matrícula y experimentaba problemas financieros. En 2008, Fisk tenía una matrícula de 770 estudiantes y 264 profesores y miembros del personal.
Para 2011, el número de inscripciones en Fisk mejoró, pero la escuela seguía operando con pérdidas en seis de los nueve años anteriores. Estos problemas financieros hicieron que la Comisión de Universidades de la Asociación de Colegios y Escuelas del Sur pusiera a Fisk en período de prueba en 2010 por preocupaciones sobre las finanzas y las perspectivas de la universidad. Dicho período terminó en diciembre de 2013.
Bajo el liderazgo de O'Leary, Fisk acudió a los tribunales en diciembre de 2005 en busca de un fallo que permitiera vender una parte de la colección Alfred Stieglitz de la universidad. La viuda de Stieglitz, Georgia O'Keeffe, había legado la colección a Fisk con restricciones en su venta. O'Leary tenía la intención de utilizar las ganancias de la venta para financiar un nuevo edificio académico, otorgar cátedras y reconstruir la dotación de la escuela, que se había agotado varias veces antes de su llegada. La Fundación Georgia O'Keeffe se opuso a la venta y, más tarde, el fiscal general de Tennessee se opuso a cualquier venta de la obra de arte fuera del estado. Finalmente, después de siete años de batallas legales, la escuela pudo llegar a un acuerdo con el Museo de Arte Americano Crystal Bridges, en Arkansas, para compartir la colección. En el momento en que se finalizó el trato, O'Leary dijo que el acuerdo era esencial para mantener abierta la universidad.
En medio de la batalla pública por los intentos de vender la Colección Alfred Stieglitz, arregló discretamente la venta de otras dos obras de arte, incluida una obra de Florine Stettheimer. El consejo de administración de Fisk aprobó la venta en 2010, aunque no se hizo pública hasta que The New York Times lo informó en 2016. O'Leary defendió la decisión de vender la obra de arte, diciendo que se hizo por necesidad en medio de dificultades financieras.
En 2012, anunció que se retiraría. Su retiro fue efectivo el 31 de enero de 2013. Fue sucedida por H. James Williams.

#### Otras afiliaciones
Se ha desempeñado como directora de Alchemix Corp. y CAMAC International Corporation. También se desempeñó en la junta directiva de organizaciones sin fines de lucro como Nashville Alliance for Public Education, Nashville Business Community for the Arts y Arms Control Association, y como fideicomisaria en las juntas del World Wildlife Fund, Morehouse College y el Centro Andrew Young de Desarrollo Internacional.

### Vida personal
Se ha casado tres veces. Su primer matrimonio con Carl G. Rollins, Jr. terminó en divorcio. La pareja tuvo un hijo, también llamado Carl. Estuvo brevemente casada con el presentador de ABC News, Max Robinson. En 1977 conoció a John F. O'Leary, entonces subsecretario de Energía, y se casaron el 24 de abril de 1980, y permaneció casada hasta la muerte de él en 1987. Su hijo es abogado.
En 1997, se unió a la Iglesia Presbiteriana. Es miembro de The Links.